# Колинвуд (Тенеси)
Колинвуд (енгл. Collinwood) град је у америчкој савезној држави Тенеси.

## Демографија
По попису из 2010. године број становника је 982, што је 42 (-4,1%) становника мање него 2000. године.
| Група             | 2000.         | 2010.       |
| Белци             | 1.000 (97,7%) | 939 (95,6%) |
| Афроамериканци    | 0 (0,0%)      | 1 (0,1%)    |
| Азијати           | 1 (0,1%)      | 2 (0,2%)    |
| Хиспаноамериканци | 16 (1,6%)     | 33 (3,4%)   |
| Укупно            | 1.024         | 982         |